# Sean Kanan
Sean Kanan, właśc. Sean Perelman (ur. 2 listopada 1966 w Cleveland) – amerykański aktor telewizyjny i filmowy.

## Życiorys

### Wczesne lata
Urodził się w Cleveland, w stanie Ohio w rodzinie żydowskiej właściciela sieci sklepów jubilerskich Dale’a Perelmana i Michele. Ma młodszą siostrę Robin. Wychowywany był w New Castle, w stanie Pensylwania. Mając trzynaście lat rozpoczął treningi karate. Po ukończeniu w 1985 roku Akademii Mercersburg w Mercersburg, w stanie Pensylwania, przez dwa lata uczęszczał na Uniwersytet w Bostonie, gdzie dorabiał jako wykidajło w barze. Ukończył studia na wydziale nauk politycznych  Uniwersytetu Kalifornijskiego w Los Angeles.

### Kariera
Po raz pierwszy na dużym ekranie pojawił się w niewielkiej roli w filmie Schowaj się i krzycz (Hide and Go Shriek, 1988). Podczas kręcenia zdjęć do dramatu sensacyjnego Karate Kid III (The Karate Kid, Part III, 1989), w którym zagrał młodego terrorystę-karatekę, Mike’a Barnesa, doznał bardzo poważnego urazu i był bliski śmierci.
Swoją karierę na srebrnym ekranie rozpoczął od gościnnego udziału w sitcomie CBS Krok za krokiem (Step by Step, 1993) z Patrickiem Duffym i Suzanne Somers. Od stycznia 1993 do czerwca 1997 roku odtwarzał rolę Alana „A.J.” Quartermaine Jr. w operze mydlanej ABC Szpital miejski (General Hospital), za którą w 1994 roku zdobył nominację do nagrody Soap Opera Digest.
W sierpniu 1999 przyjął rolę Jude'a Cavanaugha w operze mydlanej NBC Sunset Beach, zanim jej realizacja została wstrzymana w Sylwestra. Od listopada 2000 do lutego 2005 wcielał się w postać Deacona Sharpe’a, byłego męża Bridget Forrester i biologicznego ojca małego Eryka w operze mydlanej CBS Moda na sukces (The Bold and the Beautiful). Za tę rolę był nominowany w 2002 roku do nagrody Daytime Emmy i w 2005 roku do nagrody Soap Opera Digest. W latach 2009–2011 występował gościnnie ponownie jako Deacon Sharpe w siostrzanej dla Mody na sukces operze mydlanej Żar młodości.
Debiutował na scenie w spektaklu Irish Coffee w The Burbage Theater w Los Angeles, występował także w roli Austina w przedstawieniu True West w Zephyr Theater w Los Angeles.

## Życie prywatne
Od 1990 tworzył parę z psycholog Atheną Ubach, z którą od 29 września 1999 do września 2001 był żonaty. Ze związku z urodzoną w Portoryko Gladys Jimenez ma córkę Simone Andreę (ur. 2001). W 2012 roku poślubił Michele Vegę.

## Filmografia

### Filmy fabularne
- 1988: Schowaj się i krzycz (Hide and Go Shriek) jako John Robbins
- 1989: Karate Kid III (The Karate Kid, Part III) jako Mike Barnes
- 1991: Bogata dziewczyna (Rich Girl) jako Jeffrey
- 2000: Klęska punktu zerowego (Crash Point Zero) jako Don
- 2000: Wietnamski eksperyment (The Chaos Factor) jako Jay
- 2001: Marzec (March) jako Julian March
- 2001: Ściganie Holden Caufield/Święta Bożego Narodzenia z J.D. (Chasing Holden) jako Alex Patterson
- 2001: 10 stosunków (10 Attitudes) jako Craig
- 2005: Chłopięcy cyrk na kółkach (Carpool Guy) jako Tom
- 2006: Synowie Włoch (Sons of Italy) jako Michele Morri
- 2007: Cięcie! (Hack!) jako Vincent King
- 2008: Jack Rio jako Adam McNeil

### Filmy TV
- 1991: Perry Mason: The Case of the Maligned Mobster jako Jeff Sorrento
- 1993: Perry Mason: The Case of the Killer Kiss jako Mark Stratton

### Seriale TV
- 1989: Baby Boom jako Scott
- 1990: Kim jest szef? (Who's the Boss?) jako Charlie
- 1990: Outsiderzy (The Outsiders) jako Gregg Parker
- 1993: Dzikie palmy (Wild Palms) jako Jacob
- 1993: Krok za krokiem (Step by Step) jako Michael
- 1993–1997: Szpital miejski (General Hospital) jako Alan 'A. J.' Quartermaine Jr. #7
- 1994: Śmierć przy 21 (Dead at 21) jako Vince
- 1995: Nowe przygody Supermana (Lois & Clark: New Adventures of Superman) jako Steve Law
- 1996: Pomoc domowa (The Nanny) jako Mike McMullen
- 1998: Strażnik Teksasu (Walker, Texas Ranger) jako Brad Alt
- 1999: V.I.P. jako Stu Solomon
- 1999: Sunset Beach jako Jude Cavanaugh
- 2000−2005: Moda na sukces (The Bold and the Beautiful) jako Deacon Sharpe
- 2002: Rendez-View
- 2006: Freddie jako Steve Mulroy
- 2009–2011: Żar młodości (The Young and the Restless) jako Deacon Sharpe
- 2012: Moda na sukces (The Bold and the Beautiful) jako Deacon Sharpe
- 2012: Gotowe na wszystko jako Jason
- 2012–2014: Szpital miejski (General Hospital) jako Alan 'A. J.' Quartermaine Jr. #7
- 2014-: Moda na sukces (The Bold and the Beautiful) jako Deacon Sharpe